# Васютинская (Вологодская область)
Васютинская — деревня в Тарногском районе Вологодской области.
Входит в состав Верховского сельского поселения, с точки зрения административно-территориального деления — в Верховский сельсовет.
Расстояние по автодороге до районного центра Тарногского Городка — 42,5 км, до центра муниципального образования Верховского Погоста — 1 км. Ближайшие населённые пункты — Верховский Погост, Власьевская, Макаровская, Павловская, Осташевская, Тарасовская.
По данным переписи в 2002 году постоянного населения не было.